# Gàiduk
Gàiduk - Гайдук (rus) - és un poble del krai de Krasnodar, a Rússia. Es troba a la zona intermitjana de la riba esquerra de la vall del riu Tsemés, a 9 km al nord-oest de Novorossiïsk i a 105 km al sud-oest de Krasnodar, la capital.